# Fiat-OCI 708 CM

Le Fiat-OCI 708 CM est un tracteur d'artillerie à chenilles construit par la société italienne OCI, filiale de Fiat Trattori qui fut utilisé par le Regio Esercito et la Regia Aeronautica durant la Seconde Guerre mondiale.

## Histoire
À la suite de l'adoption par le Regio Esercito de l'obusier de 75/18, il fut alors nécessaire d'avoir un tracteur d'artillerie adapté pour le tracter ainsi que ses munitions sur les chemins de montagne. La société Officine Costruzioni Industriali - OCI de Modène, filiale spécialisée créée par le groupe FIAT en 1928, proposa, en 1934, un prototype dérivé du tracteur agricole Fiat 708 C, dont les caractéristiques étaient revues et adaptées à une utilisation militaire. Nommé Fiat-OCI 508 CM, où "M" indique sa finalité "militaire". Un premier lot de 200 exemplaires fut commandé en 1935. Il restera en fabrication jusqu'en 1943.
Il fit ses débuts sur le champ de bataille au cours de la Seconde guerre italo-éthiopienne, en 1935 en Érythrée pour tracter deux groupes de canons 77/28. Il équipa ensuite la 63e Division d'infanterie "Cirene" et la 1re Division CC.NN. "23 mars" en Libye et, en 1936, en Somalie avec le 32e "Autogruppo" dans les manœuvres du 10e Régiment d'artillerie "Volturno" tractant les obusiers de 75/18. 54 exemplaires seront aussi utilisés lors de la guerre civile espagnole. Lors de l'entrée en guerre active de l'Italie en 1940, 381 tracteurs Fiat-OCI 708 CM étaient opérationnels dans la 5e Armée. En octobre 1941, sur ces 381 tracteurs, seuls 113 étaient encore affectés à la 102e Division motorisée "Trento" et la V "Squadra Aerea", les autres exemplaires avaient été affectés à la Regia Aeronautica pour déplacer rapidement les avions sur les pistes. Plusieurs exemplaires ont été réquisitionnés par l'armée allemande après l'armistice de Cassibile.

## Caractéristiques techniques
Le tracteur d'artillerie Fiat-OCI 708 CM conserve la structure typique de la version de base en tracteur agricole chenillé dont Fiat Trattori a toujours été le leader mondial. Dérivé du Fiat 708 C, version allégée du Fiat 700 C, le premier tracteur chenillé conçu et fabriqué en Europe. Il est équipé du fameux moteur à essence Fiat 308 C d'une cylindrée de 2 520 cm3, développant 30 HP à 2.300 tr/min. Le poste de conduite est désaxé sur la droite, comme de coutume sur tout véhicule utilitaire en Italie à cette époque. Le train de roulement n'est pas celui de la version agricole du "708 C" mais directement conforme aux prescriptions militaires et rappelle celui des chars Fiat de la Série M. 
Ce tracteur d'artillerie se révéla excellent dans son comportement en tout terrain mais peinait sur les longs trajets. Il était très difficile de concilier un couple extraordinaire pour obtenir une force de traction hors du commun et une vitesse élevée lors des transferts sur de longues distances qui nécessitaient un déplacement sur remorque.